# Троя, Гаэтано
Гаэта́но Троя (итал. Gaetano Troja; 25 июля 1944, Палермо, Королевство Италия — 19 июня 2023, Палермо) — итальянский футболист и футбольный функционер, играл на позиции нападающего. Его называют одним из лучших игроков в истории «Палермо».

## Биография

### Игровая карьера
Начинал карьеру в клубе «Фальдезе», в котором высоко зарекомендовал себя как лучший бомбардир. В 1963 году перешёл в клуб Серии D «Патерно». В течение одного сезона он играл за «Патерно» и затем перешёл в клуб Серии B «Палермо».
Дебютировал за «розово-чёрных» 13 сентября 1964 года в матче 1-го тура с «Трани». Матч завершился победой «Палермо» со счётом 3:0 и Троя оформил дубль, забив 2 гола в дебютном для себя матче за новую команду. В течение двух сезонов Троя был одним из ключевых игроков «розово-чёрных» и после двух сезонов за эту команду и в 1966 году перешёл в клуб Серии A «Брешиа». Дебютировал в Серии A 18 сентября 1966 года в матче 1-го тура с «Ромой»; «Брешиа» проиграла ту встречу 0:1. За два сезона в составе «ласточек» он сыграл в Серии A 58 матчей и забил 13 голов.
В 1968 году Троя вернулся в «Палермо», в составе которого играл в течение пяти сезонов, три из которых в Серии A. Трою называют одним из лучших игроков в истории «Палермо». В 1973 году «Палермо» вылетел в Серию B и Троя стал игроком «Наполи», за который играл в течение одного сезона. Затем в течение двух сезонов играл за «Бари». В 1976 году перешёл в «Катанию», за который играл в течение одного сезона и в 1977 году завершил профессиональную карьеру.

### Карьера функционера
Троя работал главой наблюдателей в «Палермо», в те годы когда клуб принадлежал Франко Сенси.

### Смерть
Был госпитализирован из-за осложнений, вызванных сепсисом и сахарным диабетом, у него начались проблемы с сердцем. Скончался 19 июня 2023 года в возрасте 78 лет.